# Лешани (Дебарца)
Лешани (мкд. Лешани) су насеље у Северној Македонији, у западном делу државе. Лешани припадају општини Дебарца.

## Географија
Насеље Лешани је смештено у западном делу Северне Македоније. Од најближег града, Охрида, насеље је удаљено 30 km северно.
Лешани се налазе у историјској области Дебарца, која обухвата слив реке Сатеске и са изразитим планинским обележјем. Насеље је смештено у средишњем, долинском делу области. Јужно од насеља издиже се планина Мазатар, а северно се пружа поље. Западно од насеља протиче речица Сатеска. Надморска висина насеља је приближно 810 метара.
Клима у насељу је планинска.

## Историја
На развалинама средњовековне цркве у месту, постоји запис из 1452. године. По њему је тада пописао сву црквену имовину тог храма Ни(кола) Божић из Охрида, у време архиепископа Никодима.
У месту се између 1868-1874. године (или до 1876) јавља српска народна школа.

## Становништво
Лешани су према последњем попису из 2002. године имали 484 становника.
Већину становништва чине етнички Македонци (99%), а остало су махом Срби.
Већинска вероисповест је православље.